# Atractus bocki
Atractus bocki este o specie de șerpi din genul Atractus, familia Colubridae, descrisă de Werner 1909. Conform Catalogue of Life specia Atractus bocki nu are subspecii cunoscute.